# Johan Aschehoug Kiær
Johan Aschehoug Kiær (11. oktober 1869 i Drammen - 1931) var en norsk palæontolog.
Kiær blev student 1888. Efter at have studeret zoologi gik han over til palæontologien og studerede i omtrent tre år under professor Zittel i München, hvor han tog doktorgraden på afhandlingen Faunistische Übersicht der Etage 5 des norwegischen Silursystems (Kristiania Videnskablige Selskabs Skrifter 1897). Efter sin hjemkomst fra Tyskland udgav han Die Korallenfaunen der Etage 5 des norweg. Silursystems. I, Heliolitidæ (i "Palæontographica" bind 46) med en supplerende afhandling. Efter disse rent palæontologiske arbejder begyndte han 1901 et omfattende studium af silurens lagfølge. De norske fossilførende formationer i Kristianiastrøget fra kambrium og ordoviciumvar tidligere i deres hovedtræk udredede af Brøgger; nu blev det Kiærs opgave at skaffe klarhed over siluren, et foretagende, som frembød særskilte vanskeligheder på grund af, at dens lagfølge er udviklet med forskellige bjergarter i de forskellige distrikter. 
Sine resultater har Kiær nedlagt i et omfangsrigt værk Das Obersilur im Kristianiagebiete (Kristiania Videnskablige Selskabs Skrifter 1906), der blev belønnet med Nansenprisen for 1906. 1909 oprettedes ved universitetet en professorpost for palæontologi og historisk jeologi, i hvilken Kiær blev ansat. 1916 udgav han et arbejde over Holmia-funaen ved Tømten, en lokalitet for kambrium. I den senere Tid interesserede han sig  også for Devonformationen. Han opdagede en fauna tilhørende denne på Ringerike. Blandt de der fundne dyrelevninger var resterne af en kæmpekrebs. Om devoniske fiskelevninger fra Ellesmere Land har han skrevet en afhandling, og han har givet foreløbige meddelelser om Spitsbergens devoniske fisk. Han forestod ordningen af den palæontologiske afdeling ved det i 1920 åbnede nye Geologisk-Palæontologiske Museum i Kristiania. Han har videre udgivet: The Downtonian Fauna of Norway. Pt. I. Anaspida (Oslo 1924).